# Orden del lirio
La orden del lirio es una orden de caballería instituida el año 1556 por el papa Paulo III para defender el patrimonio de San Pedro de los enemigos de la religión y del estado. 
El número de los caballeros no podía pasar de 50 a los cuales se les daba el nombre de participantes. Su divisa era una medalla de oro que llevaban sobre el pecho, en cuyo anverso había la imagen de nuestra Señora de la Encina de Viterbo y en el reverso un lirio azul celeste del cual tomó el nombre, sobre fondo de oro, con el mote: Pauli III pontifici max. munus. 